# 쇼클리 반도체 연구소
쇼클리 반도체 연구소(Shockley Semiconductor Laboratory), 이후 이름 쇼클리 트랜지스터 코퍼레이션(Shockley Transistor Corporation)은 윌리엄 쇼클리가 설립하고 1955년 베크만 인스트루먼츠(Beckman Instruments, Inc.)의 자금을 지원받은 선구적인 반도체 개발자였다. 이 회사는 실리콘 밸리로 알려진 최초의 하이 테크 기업이었다. 실리콘 기반 반도체 소자를 연구한다.
1957년 8명의 주요 과학자들이 사임하여 페어차일드 반도체(Fairchild Semiconductor)의 핵심이 되었다. 쇼클리 반도체는 이 이탈에서 결코 회복되지 않았으며 1960년에 클레위테(Clevite)에 의해 인수된 후 1968년에 ITT에 매각되었으며 얼마 지나지 않아 공식적으로 폐쇄되었다.
건물은 그대로 남아 있었지만 소매점으로 용도가 변경되었다. 2015년까지 새로운 건물 단지를 개발하기 위해 부지를 철거할 계획이 세워졌다. 2017년까지 이 사이트는 "실리콘 밸리의 진정한 탄생지"라는 표시가 새겨져 재개발되었다.

## 같이 보기
- 사이리스터